# Finanzverwaltung (Deutschland)
Die Finanzverwaltung in Deutschland – auch Steuerverwaltung genannt – ist der Teil der öffentlichen Verwaltung, der für die Festsetzung und Erhebung von Steuern zuständig ist. Die Finanzverwaltung in der Bundesrepublik Deutschland ist zwischen Bund und Ländern aufgeteilt. Dabei liegt die Zuständigkeit für den Vollzug der Steuergesetze ganz wesentlich bei den Ländern.
In der Bundesfinanzverwaltung ist das Bundesministerium der Finanzen oberste Behörde. Darunter gibt es eine Reihe Oberbehörden, die spezielle Aufgaben erledigen, für die der Bund zuständig ist.
Landesfinanzbehörden sind die jeweiligen Landesfinanzministerien als oberste Behörden, die Oberfinanzdirektionen (OFD) (Landesabteilungen) als Mittelbehörden und die Finanzämter als Ortsbehörden. Einige Bundesländer verzichten auf eine OFD und haben deren Aufgaben an ihre Landesfinanzbehörde übertragen. Die Finanzämter sind für die Verwaltung der Steuern zuständig, mit Ausnahme von Zöllen und bundesgesetzlich geregelten Verbrauchsteuern, für die die Bundeszollverwaltung zuständig ist. Ausnahmen bilden die Steuern, deren Verwaltung den Gemeinden übertragen worden ist. Das für die Steuerverwaltung anzuwendende Verfahren ist für die Finanzämter aller Länder bundeseinheitlich in der Abgabenordnung geregelt.
Der Aufbau der Finanzverwaltung ergibt sich aus dem Finanzverwaltungsgesetz (FVG). Der heutige Aufbau geht dabei zum Großteil auf Matthias Erzberger (Zentrum), Reichsfinanzminister von 1919 bis 1920 zurück.
Behörden aus dem Bereich Finanzverwaltung sind:

## Bundesbehörden

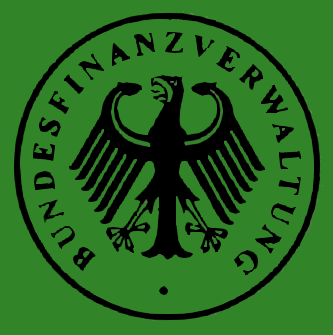
Siegel der Bundesfinanzverwaltung

Der Aufbau der Bundesfinanzbehörden ist durch Bundesgesetz geregelt.
Bundesfinanzbehörden sind (§ 6 AO, § 1 FVG):
Oberste Bundesfinanzbehörde:
- Bundesministerium der Finanzen

Obere Bundesfinanzbehörden:
- Bundeszentralamt für Steuern (BZSt)
- Informationstechnikzentrum Bund (ITZBund)
- Generalzolldirektion (GZD), mit auf 11 Direktionen aufgeteilte Zuständigkeiten[3]
  - Zentraldirektion I (Personal, Organisation und Maritime Aufgaben)
  - Zentraldirektion II (Haushalt, Zentrale Auskunft, IT und Service-Center und ZRB)
  - Direktion III (Allgemeines Steuerrecht und Kontrollen)
  - Direktion IV (Verbrauchsteuer- und Verkehrsteuerrecht sowie Prüfungsdienst)
  - Direktion V (Zollrecht)
  - Direktion VI (Digitales)
  - Direktion VII (Finanzkontrolle Schwarzarbeit (FKS))
  - Direktion VIII (Zollkriminalamt (ZKA))
  - Direktion IX (Bildungs- und Wissenschaftszentrum (BWZ))
  - Direktion X (Zentralstelle für Finanztransaktionsuntersuchungen)
  - Direktion XI (Zentralstelle für Sanktionsdurchsetzung (ZfS))

örtliche Bundesfinanzbehörden:
- Hauptzollämter (HZÄ)

- Zollämter (ZÄ)
- Zollfahndungsämter (ZFÄ)

Soweit die Bundesfinanzbehörden Regierungsfunktionen aus dem Geschäftsbereich eines anderen Bundesministeriums unterstützen oder erfüllen, erteilt dieses die fachlichen Weisungen (§ 3 FVG).

## Landesbehörden
Die übrigen Steuern, außer Zölle und die bundesgesetzlich geregelten Verbrauchsteuern, werden durch Landesfinanzbehörden verwaltet. Der Aufbau der Landesfinanzbehörden und die einheitliche Ausbildung der Beamten sind durch Bundesgesetz mit Zustimmung des Bundesrates geregelt.
Landesfinanzbehörden sind (§ 6 AO, § 2 FVG):
Die für die Finanzverwaltung zuständige oberste Landesbehörde leitet die Landesfinanzverwaltung (§ 3 FVG)
Oberste Landesfinanzbehörden:
- Landesfinanzministerien
- Senatoren für Finanzen

Obere Landesfinanzbehörden:
- Landesämter für Finanzen
- Rechenzentren der Finanzverwaltung (soweit als Landesfinanzbehörde eingerichtet)

Mittlere Landesfinanzbehörden:
- Oberfinanzdirektionen
- Landesamt für Steuern Niedersachsen
- Bayerisches Landesamt für Steuern

Örtliche Landesfinanzbehörden:
- Finanzämter (auch Finanzämter mit speziellen Aufgabengebieten, wie z. B. Steuerfahndung)

Durch Rechtsverordnung der zuständigen Landesregierung kann ein Rechenzentrum der Landesfinanzverwaltung als Teil der für die Finanzverwaltung zuständigen Behörde eingerichtet werden, welcher auch andere Aufgaben aus dem Geschäftsbereich einer anderen obersten Landesbehörde übertragen werden (§ 2 FVG). Durch Rechtsverordnung kann die zuständige Landesregierung die Ermächtigung auf die für die Finanzverwaltung zuständige oberste Landesbehörde übertragen  (§ 2 FVG).

## Gemeinden
Auf der Ebene der Gemeinden sind die Gemeinde-, Kreis- oder Stadtsteuerämter und die Gemeinde-, Kreis- oder Stadtkassen für die Realisierung der Gemeindesteuern zuständig.

## Kritik an der gegenwärtigen Zuständigkeitsverteilung
Im Jahre 2004 plädierte der damalige Bundesfinanzminister Hans Eichel dafür, die Zuständigkeit für die Steuerverwaltung von den Ländern auf den Bund zu übertragen. Dazu wäre eine Änderung des Grundgesetzes erforderlich gewesen. Eichel kritisierte den aus seiner Sicht fehlenden einheitlichen Vollzug der Steuergesetze. Andere Kritiker bemängelten, dass Geber-Länder im Länderfinanzausgleich kein Interesse an einer Einnahmenerhöhung z. B. durch verstärkten Einsatz von Betriebsprüfern hätten. Die Mehreinnahmen kämen ihnen nicht zugute. Die Forderung nach einer Bundessteuerverwaltung wurde seinerzeit vom Präsidenten des Bundesrechnungshofs als dem Bundesbeauftragten für die Wirtschaftlichkeit in der Verwaltung geteilt.
Eichels Vorstoß scheiterte jedoch. In den Kabinetten Merkel I und Merkel II wurde die Initiative nicht wieder aufgenommen.

## Berufe in der Finanzverwaltung
- Mittlerer Dienst: Finanzwirt
- Gehobener Dienst: Diplom-Finanzwirt (FH)